# 奥萨日
奥萨日（法語：Ossages，法語發音：[ɔsaʒ]）是法国朗德省的一个市镇，属于达克斯区。

## 地理
奥萨日（43°33'27"N, 0°52'53"W）面积14.31 平方千米，位于法国新阿基坦大区朗德省，该省份为法国西南部沿海省份，是法國本土面积第二大的省，北起吉倫特省，西临大西洋，南至大西洋比利牛斯省，东临热尔省，东北与洛特-加龍省接壤。
与奥萨日接壤的市镇（或旧市镇、城区）包括：阿巴斯、穆斯卡尔代斯、蒂勒、巴奇德贝阿恩、皮约、拉穆、贝阿恩地区圣日龙。

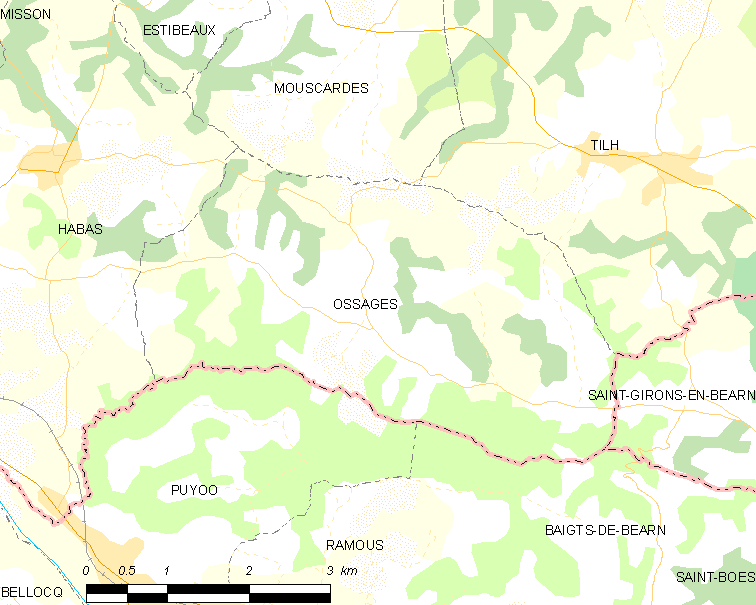
奥萨日的OSM定位图

奥萨日的时区为UTC+01:00、UTC+02:00（夏令时）。

## 行政
奥萨日的邮政编码为40290，INSEE市镇编码为40214。

## 政治
奥萨日所属的省级选区为奥尔特-阿里冈县。

## 人口

1962-2008年间奥萨日人口变化图示

奥萨日于2022年1月1日时的人口数量为493人。